# Космос-1400
Космос-1400 је један од преко 2400 совјетских вјештачких сателита лансираних у оквиру програма Космос.
Космос-1400 је лансиран са космодрома Плесецк, СССР, 5. августа 1982. Ракета-носач Р-7 Семјорка (рус. Семёрка) (8К71, НАТО ознака SS-6 Sapwood) са додатим степеном је поставила сателит у орбиту око планете Земље. Маса сателита при лансирању је износила 2500 килограма. Космос-1400 је био сателит намијењен за електронско извиђање, јављање и навођење.